# Чёрно-белая фотография

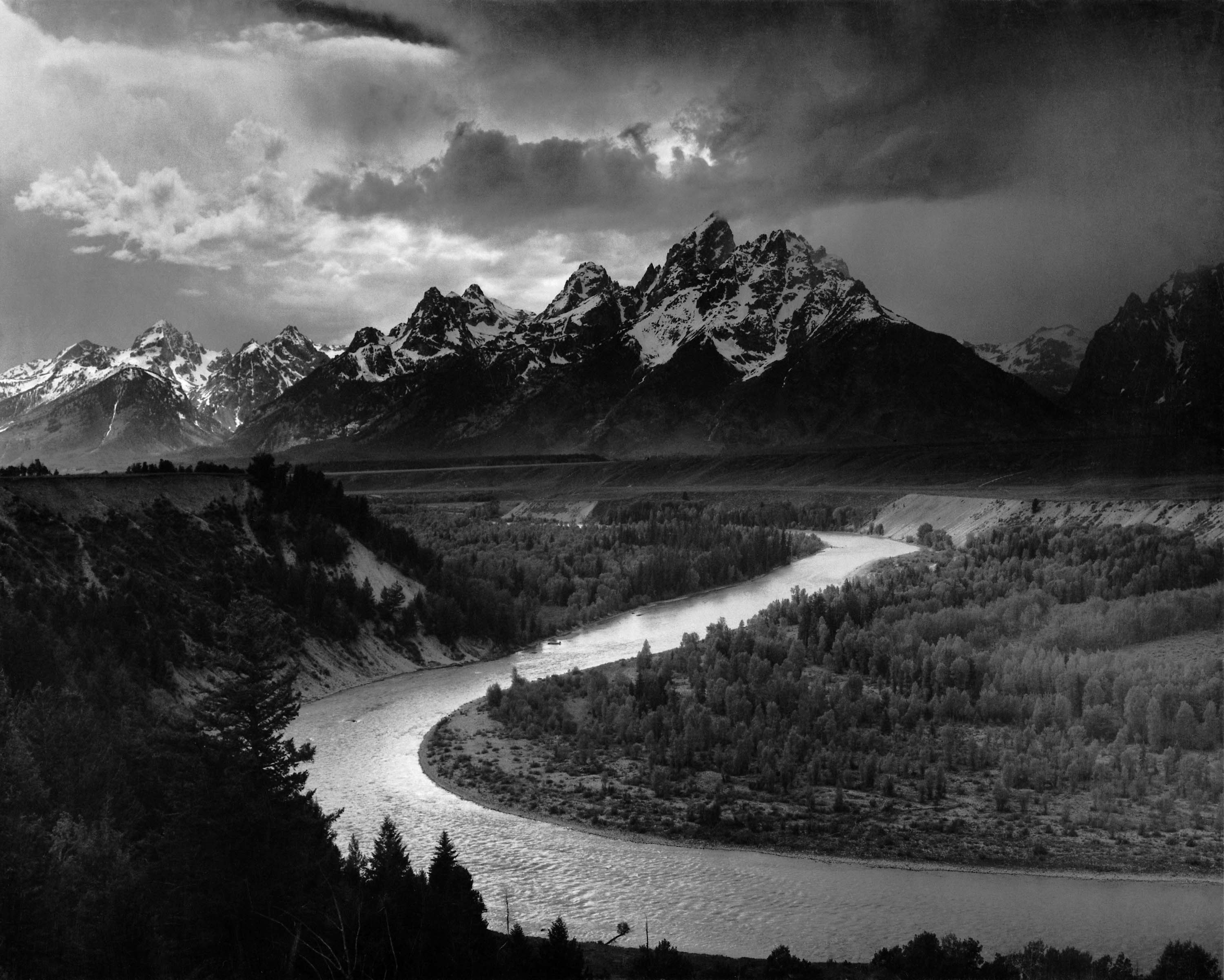
Классический чёрно-белый снимок Энзела Адамса «Река Снейк и Титон»

Чёрно-бе́лая фотогра́фия — разновидность фотографии, в которой любые объекты съёмки отображаются серой шкалой яркостей элементов изображения, а информация о натуральных цветах не записывается. Изображение, получаемое в чёрно-белой фотографии, в общем случае является монохромным (ч/б, сепия и т. п.). Этот вид фотографии появился раньше, чем цветная, и более столетия оставался доминирующим.

## Распространение
После появления дешёвых и доступных для массовой публики технологий цветной фотографии, в том числе моментальной, доля чёрно-белой стала быстро уменьшаться, к концу 1970-х годов составляя в мире менее половины. В СССР этот процесс шёл медленнее из-за малодоступности и дороговизны цветных фотоматериалов, а также их более сложной химической обработки. Однако к концу 1990-х годов в странах СНГ благодаря распространению западных ( C41, RA-4 и др.) машинных способов обработки фотоматериалов соотношение стало также не в пользу чёрно-белой фотографии. Распространение цифровой фотографии ещё больше усилило эту тенденцию, благодаря простоте и улучшившейся цветопередаче. Одним из важнейших недостатков чёрно-белой фотографии считается повышенный расход серебра, даже при его полноценной регенерации из обрабатывающих растворов. Причина заключается в том, что в желатиносеребряном фотопроцессе чёрно-белое изображение состоит из металлического серебра, тогда как цветное — только из красителей. В результате лабораторной обработки серебро из цветных хромогенных фотоматериалов отбеливается и может быть практически полностью регенерировано из растворов. Для чёрно-белых фотоматериалов доля регенерации составляет не более 70 %.
Однако существует множество бессеребряных технологий чёрно-белой фотографии, дающих качественное монохромное изображение разных оттенков. Появились бессеребряные монохромные фотоплёнки, пригодные для обработки по скоростному процессу C-41. Кроме того, цифровые технологии позволяют легко трансформировать цветной снимок в монохромный, регулируя тональность отображения цветных объектов и соотношение исходных цветовых составляющих. В 2010-х годах в большинстве стран стал наблюдаться повышенный интерес к чёрно-белой фотографии, благодаря специфической выразительности фотоснимков, лишённых цвета.
Монохромное изображение позволяет создавать более абстрагированные образы, эмоционально интерпретируя повседневную реальность. Эффект может усиливаться тонированием в тона сепии или холодные оттенки. При этом могут использоваться специальные техники печати, такие как цианотипия. Неотъемлемую часть чёрно-белой составляет инфракрасная фотография: в этой зоне спектра зелёная растительность отображается почти белыми тонами, тогда как небосвод выглядит практически чёрным. Эффект может быть получен как аналоговым способом с помощью инфрахроматических фотоматериалов, так и цифровым при удалении защитного экрана матрицы.
Одно из важных достоинств чёрно-белой серебряной фотопечати по сравнению с цветной фотографией — большая долговечность. Наиболее распространённые цветные фотопроцессы — гидротипный, Cibachrome и особенно хромогенный — дают изображение, состоящее из быстро выцветающих красителей. То же относится к цветным фотографиям, полученным цифровым способом на большинстве струйных или лазерных принтеров. В то же время сохранность качественно обработанного и тщательно промытого бромосеребряного фотоотпечатка может достигать нескольких столетий, что подтверждается опытом хранения. Исключение составляет пигментная фотопечать как цветных, так и чёрно-белых фотографий, дающей снимки с долговечностью, сопоставимой с масляной живописью. Однако из-за технологической сложности стоимость одного пигментного отпечатка превышает 1000 долларов.
Чёрно-белые фотографии как иллюстрации и стилистику также используют в цифровом виде некоторые интернет-ресурсы различной тематики — художественные, исторические, аналитическо-новостные и т. д. в связи с ассоциацией ч/б технологии с прошлым временем, документальными газетными фотографиями и др.